# Mogas 90 Football Club
Maillots
Le Mogas 90 Football Club est un club béninois de football basé à Porto-Novo.
Le club a un partenariat avec la Société nationale de commercialisation de produits pétroliers.

## Histoire
Le club participe à plusieurs reprises aux compétitions continentales africaines.
Il dispute à trois reprises à la Ligue des champions d'Afrique, en 1997, 1998 et enfin 2007.
Il prend également part à quatre reprises à la Coupe d'Afrique des vainqueurs de coupe, en 1992, 1996, 1999, et enfin 2000. Il est quart de finaliste de cette compétition en 1992, en étant battu par le Daring Club Motema Pembe.
Il dispute également à deux reprises la Coupe de la CAF, en 1994 et 1995. Il joue aussi la Coupe de la confédération à trois reprises en 2004, 2005 et 2013.
Enfin, il participe à la Coupe de l'UFOA en 1990 et en 1993. Il atteint la finale de cette compétition en 1993, en étant battu par le club nigérian du Bendel Insurance.

## Palmarès
- Coupe de l'UFOA
  - Finaliste : 1993

- Championnat du Bénin (3)
  - Champion : 1996, 1997 et 2006

- Coupe du Bénin (10)
  - Vainqueur : 1991, 1992, 1994, 1995, 1998, 1999, 2000, 2003, 2004 et en 2012
  - Finaliste : 2002 et 2006

- Supercoupe du Bénin (2)
  - Vainqueur : 2003 et 2006